# آگوستین گاینزا

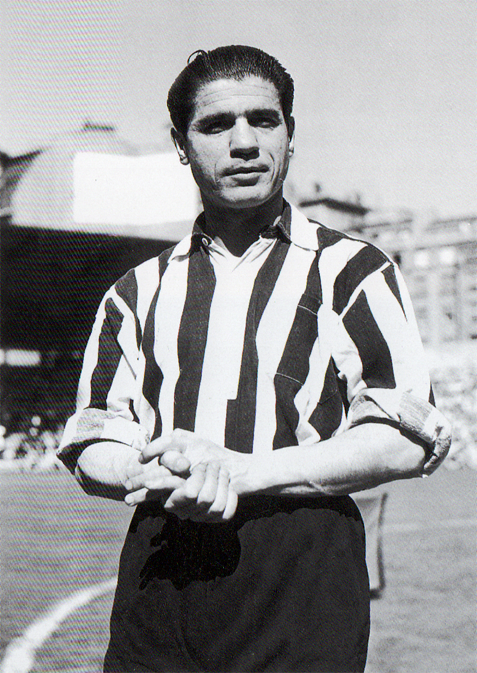
آگوستین گاینزا، فوتبالیست اسپانیایی - ۱۹۵۸

آگوستین گاینزا (به اسپانیایی: Agustín Gaínza) بازیکن فوتبال اهل اسپانیا است که از سال ۱۹۴۵ تا ۱۹۵۵ میلادی عضو تیم ملی فوتبال اسپانیا بوده و در ۳۳ بازی ملی حضور داشته‌است. او در بازی‌های ملی‌اش ۱۰ گل به ثمر رساند. او رکورد هفت فصل قهرمانی در کوپا دل ری نیز در کارنامه فوتبالی خود دارد.